# Goniurosaurus huuliensis
Goniurosaurus huuliensis — вид геконоподібних ящірок родини еублефарових (Eublepharidae). Ендемік В'єтнаму.

## Поширення і екологія
Goniurosaurus huuliensis відомі з типової місцевості, розташованої в заповіднику Хуулієн в провінції Лангшон на півночі В'єтнаму. Вони живуть серед вапнякових карстових скель, порослих деревами і чагарниками, на висоті від 300 до 370 м над рівнем моря.

## Збереження
МСОП класифікує цей вид як такий, що перебуває на межі зникнення. Goniurosaurus huuliensis загрожує знищення природного середовища.